# Arafurapenaeopsis
Arafurapenaeopsis is een geslacht van kreeftachtigen uit de klasse van de Malacostraca (hogere kreeftachtigen).

## Soort
- Arafurapenaeopsis arafurica (Racek & Dall, 1965)